# Vàlvula selectiva
Una vàlvula selectiva s'utilitza quan es vol fer coincidir en una canonada de dos corrents d'aire de dos tubs diferents sense causar interferències entre els dos. Si s'introdueix aire comprimit a través d'un dels forats entrant, passa pel forat d'ús, mentre que un altre forat d'entrada es tanca. Les vàlvules selectores funcionen com una porta lògica OR; és a dir, si hi ha pressió en una de les dues entrades, hi haurà pressió a la sortida. S'utilitzen quan es vol realitzar el comandament d'un element pneumàtic indiscriminadament des de dos punts diferents, situat a certa distància uns dels altres. Per exemple, l'operació d'un cilindre únic actuació es pot activar de dos botons separats. Prement qualsevol d'ells s'activarà un cilindre mitjançant la vàlvula selectiva.